# Otto Waldstein
Otto Waldstein (* 9. Dezember 1878 in Wien; † 28. Juli 1936 ebenda) war ein österreichischer Optiker, Präsident des österreichischen Optikervereins, Handelskammerrat, Kommerzialrat und k.u.k. Hoflieferant. sowie ab 1902 Inhaber der Firma Simon Waldstein. Er war jüdischen Glaubens.

## Leben
Otto Waldstein wurde als Sohn der Eheleute Simon Waldstein (1837–1902) und Hermine, geborene Seligmann (1841–1900), geboren und hatte noch einen älteren Bruder und eine ältere Schwester.
Nach seinem Abitur studierte er an der Universität Wien 1904 brach das Studium ab und widmete sich dem väterlichen Unternehmen und heiratete Johanna (Hansi) Künath. Aus dieser Ehe ging der gemeinsame Sohn Fritz Waldstein (1905–1973) abgerufen hervor.
Auf Empfehlung von Eduard Ameseder, Karl Friedrich Gsur und Reinhold Kukla wurde er am 28. Oktober 1924 Mitglied des Künstlerhaus Wien.
1932 wurde er mit der Wilhelm-Exner-Medaille ausgezeichnet.

## Patent
Am 10. Februar 1906 erhielt er unter Xr. 181029. KL 42 ein Patent auf ein Dämmerungsfernrohr.

## Veröffentlichungen (Aufsätze)
- Otto Waldstein: Über longitudinale Schwingungen von Stäben, welche aus parallel zur Längsachse zusammengesetzten Stücken bestehen. S.-A. Wien. Ber. 111 [2 a], 1902, S. 930–934.[9]